# ژان-فرانسوا انتوتومه امین
ژان-فرانسوا انتوتومه امین (انگلیسی: Jean-François Ntoutoume Emane؛ زادهٔ ۶ اکتبر ۱۹۳۹) سیاست‌مدار اهل گابن است.
وی نخست‌وزیر سابق گابن است.